# Youn Yuh-jung
Youn Yuh-jung, född 19 juni 1947 i Kaesong, är en sydkoreansk skådespelerska mest känd internationellt för sin roll som Soon-ja i filmen ”Minari”.